# Tafaia tembagapuraensis
Tafaia tembagapuraensis är en skalbaggsart som beskrevs av Jakl 2010. Tafaia tembagapuraensis ingår i släktet Tafaia och familjen Cetoniidae. Inga underarter finns listade i Catalogue of Life.